# Élections municipales de 2014 dans les Pyrénées-Atlantiques
Les élections municipales dans les Pyrénées-Atlantiques se sont déroulées les 23 et 30 mars 2014.

## Maires sortants et maires élus
Le scrutin est marqué par quelques changements notoires. Pau, préfecture du département et bastion socialiste depuis 1971, est remportée par l'ancien Ministre François Bayrou du MoDem. La gauche est également battue à Anglet, troisième ville du département, puis à Asson, Gan et Oloron-Sainte-Marie. Elle est revanche gagnante à Arudy, Hendaye et Serres-Castets. La droite remporte Cambo-les-Bains et Saint-Pée-sur-Nivelle, mais se fait surprendre à Ascain et Ustaritz.
| Commune               | Population | Maire sortant             | Parti | Parti | Maire élu                 | Parti | Parti |
| --------------------- | ---------- | ------------------------- | ----- | ----- | ------------------------- | ----- | ----- |
| Anglet                | 38 581     | Jean Espilondo            |       | PS    | Claude Olive              |       | UMP   |
| Arbonne               | 2 056      | Marie-Jo Mialocq          |       | SE    | Marie-Josèphe Mialocq     |       | SE    |
| Arcangues             | 3 107      | Jean-Michel Colo          |       | DVD   | Philippe Echeverria       |       | DVD   |
| Artix                 | 3 529      | Jean-Marie Bergeret-Tercq |       | PS    | Jean-Marie Bergeret-Tercq |       | PS    |
| Arudy                 | 2 208      | Gérard Cambot             |       | SE    | Claude Aussant            |       | DVG   |
| Ascain                | 4 079      | Jean-Louis Laduche        |       | DVD   | Jean-Louis Fournier       |       | SE    |
| Asson                 | 2 036      | Patrick Moura             |       | DVG   | Marc Canton               |       | UDI   |
| Bassussarry           | 2 422      | Paul Baudry               |       | SE    | Paul Baudry               |       | SE    |
| Bayonne               | 44 331     | Jean Grenet               |       | UDI   | Jean-René Etchegaray      |       | UDI   |
| Biarritz              | 25 903     | Didier Borotra            |       | MoDem | Michel Veunac             |       | MoDem |
| Bidart                | 6 296      | Emmanuel Alzuri           |       | DVD   | Emmanuel Alzuri           |       | DVD   |
| Billère               | 13 343     | Jean-Yves Lalanne         |       | PS    | Jean-Yves Lalanne         |       | PS    |
| Bizanos               | 4 773      | André Arribes             |       | MoDem | André Arribes             |       | MoDem |
| Bordes                | 2 560      | Serge Castaignau          |       | DVG   | Serge Castaignau          |       | DVG   |
| Boucau                | 7 801      | Marie-José Espiaube       |       | PCF   | Francis Gonzalez          |       | DVG   |
| Briscous              | 2 637      | Pierre Diratchette        |       | SE    | Fabienne Ayensa           |       | SE    |
| Cambo-les-Bains       | 6 577      | Vincent Bru               |       | UDI   | Vincent Bru               |       | DVD   |
| Ciboure               | 6 864      | Guy Poulou                |       | UMP   | Guy Poulou                |       | UMP   |
| Coarraze              | 2 104      | Jean Saint-Josse          |       | SE    | Jean Saint-Josse          |       | SE    |
| Espelette             | 2 006      | Gracianne Florence        |       | SE    | Jean-Marie Iputcha        |       | SE    |
| Gan                   | 5 481      | Jean-Michel Tissanie      |       | PS    | Francis Pées              |       | DVD   |
| Gelos                 | 3 620      | André Castro              |       | SE    | Pascal Mora               |       | SE    |
| Hasparren             | 6 139      | Beñat Inchauspé           |       | UDI   | Beñat Inchauspe           |       | UDI   |
| Hendaye               | 15 976     | Jean-Baptiste Sallaberry  |       | DVD   | Kotte Ecenarro            |       | PS    |
| Idron                 | 4 091      | Annie Hild                |       | UMP   | Annie Hild                |       | UMP   |
| Itxassou              | 2 018      | Roger Gamoy               |       | DVD   | Roger Gamoy               |       | DVD   |
| Jurançon              | 7 037      | Michel Bernos             |       | UDI   | Michel Bernos             |       | UDI   |
| Lahonce               | 2 062      | Pierre Guillemotonia      |       | DVG   | Pierre Guillemotonia      |       | DVG   |
| Lescar                | 10 030     | Christian Laine           |       | PS    | Christian Laine           |       | PS    |
| Lons                  | 12 304     | James Chambaud            |       | UMP   | Nicolas Patriarche        |       | UMP   |
| Mauléon-Licharre      | 3 217      | Michel Etchebest          |       | DVD   | Michel Etchebest          |       | DVD   |
| Monein                | 4 484      | Yves Salanave-Péhé        |       | DVG   | Yves Salanave-Péhé        |       | DVG   |
| Montardon             | 2 344      | Anne-Marie Fourcade       |       | SE    | Anne-Marie Fourcade       |       | SE    |
| Morlaàs               | 4 152      | Dino Forté                |       | DVG   | Dino Forté                |       | DVG   |
| Mouguerre             | 4 655      | Roland Hirigoyen          |       | DVD   | Roland Hirigoyen          |       | DVD   |
| Mourenx               | 6 998      | David Habib               |       | PS    | Patrice Laurent           |       | PS    |
| Nay                   | 3 168      | Guy Chabrout              |       | DVG   | Guy Chabrout              |       | DVG   |
| Oloron-Sainte-Marie   | 10 854     | Bernard Uthurry           |       | PS    | Hervé Lucbereilh          |       | DVD   |
| Orthez                | 10 886     | Bernard Molères           |       | PS    | Yves Darrigrand           |       | DVG   |
| Pau                   | 79 798     | Martine Lignières-Cassou  |       | PS    | François Bayrou           |       | MoDem |
| Pontacq               | 2 825      | Didier Larrazabal         |       | DVD   | Didier Larrazabal         |       | DVD   |
| Saint-Jean-de-Luz     | 12 960     | Peyuco Duhart             |       | UMP   | Peyuco Duhart             |       | UMP   |
| Saint-Pée-sur-Nivelle | 5 865      | Christine Bessonart       |       | MoDem | Pierre-Marie Nousbaum     |       | DVD   |
| Saint-Pierre-d'Irube  | 4 517      | Alain Iriart              |       | SE    | Alain Iriart              |       | SE    |
| Salies-de-Béarn       | 4 940      | Claude Serres-Cousiné     |       | PS    | Claude Serres-Cousiné     |       | PS    |
| Sare                  | 2 517      | Jean-Baptiste Laborde     |       | SE    | Jean Baptiste Laborde     |       | SE    |
| Sauvagnon             | 3 051      | Jean-Pierre Peys          |       | PS    | Jean-Pierre Peys          |       | PS    |
| Serres-Castet         | 3 678      | Jean-Pierre Mimiague      |       | SE    | Jean-Yves Courrèges       |       | DVG   |
| Urcuit                | 2 225      | Barthélémy Bidégaray      |       | DVD   | Barthélémy Bidégaray      |       | DVD   |
| Urrugne               | 8 946      | Odile de Coral            |       | DVD   | Odile De Coral            |       | DVD   |
| Urt                   | 2 208      | Robert Lataillade         |       | SE    | Robert Lataillade         |       | SE    |
| Ustaritz              | 6 226      | Dominique Lesbats         |       | DVD   | Bruno Carrère             |       | SE    |
| Villefranque          | 2 266      | Robert Dufourcq           |       | DVG   | Robert Dufourcq           |       | DVG   |

## Résultats dans les communes de plus de2 000 habitants

### Anglet
- Maire sortant : Jean Espilondo (PS)
- 39 sièges à pourvoir au conseil municipal (population légale 2011 : 38 581 habitants)
- 9 sièges à pourvoir au conseil communautaire (CA du Pays Basque)

| Tête de liste            | Tête de liste           | Liste                 | Premier tour | Premier tour | Second tour | Second tour | Sièges | Sièges |
| Tête de liste            | Tête de liste           | Liste                 | Voix         | %            | Voix        | %           | CM     | CC     |
| ------------------------ | ----------------------- | --------------------- | ------------ | ------------ | ----------- | ----------- | ------ | ------ |
|                          | Claude Olive            | UMP-UDI-MoDem-EAJ/PNB | 8 061        | 44,60        | 11 021      | 57,91       | 31     | 7      |
|                          | Jean Espilondo *        | PS-PCF-EELV           | 6 588        | 36,45        | 8 010       | 42,09       | 8      | 2      |
|                          | Jean-Baptiste Mortalena | SE                    | 1 786        | 9,88         |             |             | 0      | 0      |
|                          | Mikel Ithurbide         | Abertzale             | 1 039        | 5,75         | 0           | 0           |        |        |
|                          | Claude Larrieu          | NPA-PG                | 601          | 3,32         | 0           | 0           |        |        |
|                          |                         |                       |              |              |             |             |        |        |
| Inscrits                 | Inscrits                | Inscrits              | 29 720       | 100,00       | 29 720      | 100,00      |        |        |
| Abstentions              | Abstentions             | Abstentions           | 11 095       | 37,33        | 9 972       | 33,55       |        |        |
| Votants                  | Votants                 | Votants               | 18 625       | 62,67        | 19 748      | 66,45       |        |        |
| Blancs et nuls           | Blancs et nuls          | Blancs et nuls        | 550          | 2,95         | 717         | 3,63        |        |        |
| Exprimés                 | Exprimés                | Exprimés              | 18 075       | 97,05        | 19 031      | 96,37       |        |        |
| * Liste du maire sortant |                         |                       |              |              |             |             |        |        |

### Arbonne
- Maire sortant : Marie-Jo Mialocq
- 19 sièges à pourvoir au conseil municipal (population légale 2011 : 2 056 habitants)
- 2 sièges à pourvoir au conseil communautaire (CA du Pays Basque)

| Tête de liste  | Tête de liste         | Liste          | Premier tour | Premier tour | Second tour | Second tour | Sièges | Sièges |
| Tête de liste  | Tête de liste         | Liste          | Voix         | %            | Voix        | %           | CM     | CC     |
| -------------- | --------------------- | -------------- | ------------ | ------------ | ----------- | ----------- | ------ | ------ |
|                | Xavier Aphesteguy     | DVD            | 514          | 42,34        | 617         | 48,77       | 4      | 0      |
|                | Marie-Josèphe Mialocq | SE             | 502          | 41,35        | 648         | 51,22       | 15     | 2      |
|                | Marcelle Doyharçabal  | SE             | 198          | 16,31        |             |             | 0      | 0      |
|                |                       |                |              |              |             |             |        |        |
| Inscrits       | Inscrits              | Inscrits       | 1 573        | 100,00       | 1 583       | 100,00      |        |        |
| Abstentions    | Abstentions           | Abstentions    | 315          | 20,03        | 273         | 17,25       |        |        |
| Votants        | Votants               | Votants        | 1 258        | 79,97        | 1 310       | 82,75       |        |        |
| Blancs et nuls | Blancs et nuls        | Blancs et nuls | 44           | 3,50         | 45          | 3,44        |        |        |
| Exprimés       | Exprimés              | Exprimés       | 1 214        | 96,50        | 1 265       | 96,56       |        |        |

### Arcangues
- Maire sortant : Jean-Michel Colo
- 23 sièges à pourvoir au conseil municipal (population légale 2011 : 3 107 habitants)
- 3 sièges à pourvoir au conseil communautaire (CA du Pays Basque)

| Tête de liste  | Tête de liste       | Liste          | Premier tour | Premier tour | Second tour | Second tour | Sièges | Sièges |
| Tête de liste  | Tête de liste       | Liste          | Voix         | %            | Voix        | %           | CM     | CC     |
| -------------- | ------------------- | -------------- | ------------ | ------------ | ----------- | ----------- | ------ | ------ |
|                | Philippe Echeverria | DVD            | 971          | 49,62        | 1 023       | 51,98       | 18     | 2      |
|                | Jean-Michel Mutio   | DVG            | 514          | 26,26        | 540         | 27,44       | 3      | 1      |
|                | Patxi Bente         | SE             | 472          | 24,12        | 405         | 20,58       | 2      | 0      |
|                |                     |                |              |              |             |             |        |        |
| Inscrits       | Inscrits            | Inscrits       | 2 702        | 100,00       | 2 703       | 100,00      |        |        |
| Abstentions    | Abstentions         | Abstentions    | 711          | 26,31        | 712         | 26,34       |        |        |
| Votants        | Votants             | Votants        | 1 991        | 73,69        | 1 991       | 73,66       |        |        |
| Blancs et nuls | Blancs et nuls      | Blancs et nuls | 34           | 1,71         | 23          | 1,16        |        |        |
| Exprimés       | Exprimés            | Exprimés       | 1 957        | 98,29        | 1 968       | 98,84       |        |        |

### Artix
- Maire sortant : Jean-Marie Bergeret-Tercq
- 27 sièges à pourvoir au conseil municipal (population légale 2011 : 3 529 habitants)
- 5 sièges à pourvoir au conseil communautaire (CC de Lacq-Orthez)

|                          | Jean-Marie Bergeret-Tercq * | PS             | 1 070 | 57,22  | 22 | 4 |  |  |
|                          | Claude Peyrebonne           | UDI-MoDem      | 555   | 29,68  | 4  | 1 |  |  |
|                          | Saturnin Garcia             | FG             | 245   | 13,10  | 1  | 0 |  |  |
|                          |                             |                |       |        |    |   |  |  |
| Inscrits                 | Inscrits                    | Inscrits       | 2 571 | 100,00 |    |   |  |  |
| Abstentions              | Abstentions                 | Abstentions    | 638   | 24,82  |    |   |  |  |
| Votants                  | Votants                     | Votants        | 1 933 | 75,18  |    |   |  |  |
| Blancs et nuls           | Blancs et nuls              | Blancs et nuls | 63    | 3,26   |    |   |  |  |
| Exprimés                 | Exprimés                    | Exprimés       | 1 870 | 96,74  |    |   |  |  |
| * Liste du maire sortant |                             |                |       |        |    |   |  |  |

### Arudy
- Maire sortant : Gérard Cambot
- 19 sièges à pourvoir au conseil municipal (population légale 2011 : 2 208 habitants)
- 7 sièges à pourvoir au conseil communautaire (CC de la Vallée d'Ossau)

| Tête de liste  | Tête de liste         | Liste          | Premier tour | Premier tour | Second tour | Second tour | Sièges | Sièges |
| Tête de liste  | Tête de liste         | Liste          | Voix         | %            | Voix        | %           | CM     | CC     |
| -------------- | --------------------- | -------------- | ------------ | ------------ | ----------- | ----------- | ------ | ------ |
|                | Claude Aussant        | DVG            | 705          | 49,30        | 735         | 49,42       | 15     | 6      |
|                | Francis Courouau      | UMP            | 470          | 32,86        | 492         | 33,08       | 3      | 1      |
|                | Marcel Horgue-carrere | SE             | 255          | 17,83        | 260         | 17,48       | 1      | 0      |
|                |                       |                |              |              |             |             |        |        |
| Inscrits       | Inscrits              | Inscrits       | 1 891        | 100,00       | 1 891       | 100,00      |        |        |
| Abstentions    | Abstentions           | Abstentions    | 400          | 21,15        | 362         | 19,14       |        |        |
| Votants        | Votants               | Votants        | 1 491        | 78,85        | 1 529       | 80,86       |        |        |
| Blancs et nuls | Blancs et nuls        | Blancs et nuls | 61           | 4,09         | 42          | 2,75        |        |        |
| Exprimés       | Exprimés              | Exprimés       | 1 430        | 95,91        | 1 487       | 97,25       |        |        |

### Ascain
- Maire sortant : Jean-Louis Laduche
- 27 sièges à pourvoir au conseil municipal (population légale 2011 : 4 079 habitants)
- 3 sièges à pourvoir au conseil communautaire (CA du Pays Basque)

| Tête de liste            | Tête de liste          | Liste          | Premier tour | Premier tour | Second tour | Second tour | Sièges | Sièges |
| Tête de liste            | Tête de liste          | Liste          | Voix         | %            | Voix        | %           | CM     | CC     |
| ------------------------ | ---------------------- | -------------- | ------------ | ------------ | ----------- | ----------- | ------ | ------ |
|                          | Jean-Louis Fournier    | SE             | 1 182        | 42,19        | 1 335       | 47,44       | 20     | 3      |
|                          | Pierre Clausell        | SE             | 575          | 20,52        | 581         | 20,64       | 3      | 0      |
|                          | Anita Dagorret Lacarra | SE             | 523          | 18,67        | 507         | 18,01       | 2      | 0      |
|                          | Jean-Louis Laduche *   | DVD            | 521          | 18,60        | 391         | 13,89       | 2      | 0      |
|                          |                        |                |              |              |             |             |        |        |
| Inscrits                 | Inscrits               | Inscrits       | 3 556        | 100,00       | 3 556       | 100,00      |        |        |
| Abstentions              | Abstentions            | Abstentions    | 686          | 19,29        | 692         | 19,46       |        |        |
| Votants                  | Votants                | Votants        | 2 870        | 80,71        | 2 864       | 80,54       |        |        |
| Blancs et nuls           | Blancs et nuls         | Blancs et nuls | 69           | 2,40         | 50          | 1,75        |        |        |
| Exprimés                 | Exprimés               | Exprimés       | 2 801        | 97,60        | 2 814       | 98,25       |        |        |
| * Liste du maire sortant |                        |                |              |              |             |             |        |        |

### Asson
- Maire sortant : Patrick Moura
- 19 sièges à pourvoir au conseil municipal (population légale 2011 : 2 036 habitants)
- 4 sièges à pourvoir au conseil communautaire (CC du Pays de Nay)

|                          | Marc Canton     | DVD            | 683   | 53,31  | 15 | 3 |  |  |
|                          | Patrick Moura * | DVG            | 598   | 46,68  | 4  | 1 |  |  |
|                          |                 |                |       |        |    |   |  |  |
| Inscrits                 | Inscrits        | Inscrits       | 1 598 | 100,00 |    |   |  |  |
| Abstentions              | Abstentions     | Abstentions    | 255   | 15,96  |    |   |  |  |
| Votants                  | Votants         | Votants        | 1 343 | 84,04  |    |   |  |  |
| Blancs et nuls           | Blancs et nuls  | Blancs et nuls | 62    | 4,62   |    |   |  |  |
| Exprimés                 | Exprimés        | Exprimés       | 1 281 | 95,38  |    |   |  |  |
| * Liste du maire sortant |                 |                |       |        |    |   |  |  |

### Bassussarry
- Maire sortant : Paul Baudry
- 19 sièges à pourvoir au conseil municipal (population légale 2011 : 2 422 habitants)
- 3 sièges à pourvoir au conseil communautaire (CA du Pays Basque)

|                          | Paul Baudry *   | SE             | 852   | 63,72  | 16 | 2 |  |  |
|                          | Pierre Sorhaits | SE             | 485   | 36,27  | 3  | 1 |  |  |
|                          |                 |                |       |        |    |   |  |  |
| Inscrits                 | Inscrits        | Inscrits       | 2 050 | 100,00 |    |   |  |  |
| Abstentions              | Abstentions     | Abstentions    | 627   | 30,59  |    |   |  |  |
| Votants                  | Votants         | Votants        | 1 423 | 69,41  |    |   |  |  |
| Blancs et nuls           | Blancs et nuls  | Blancs et nuls | 86    | 6,04   |    |   |  |  |
| Exprimés                 | Exprimés        | Exprimés       | 1 337 | 93,96  |    |   |  |  |
| * Liste du maire sortant |                 |                |       |        |    |   |  |  |

### Bayonne
- Maire sortant : Jean Grenet (UDI)
- 43 sièges à pourvoir au conseil municipal (population légale 2011 : 44 331 habitants)
- 11 sièges à pourvoir au conseil communautaire (CA du Pays Basque)

| Tête de liste  | Tête de liste        | Liste          | Premier tour | Premier tour | Second tour | Second tour | Sièges | Sièges |
| Tête de liste  | Tête de liste        | Liste          | Voix         | %            | Voix        | %           | CM     | CC     |
| -------------- | -------------------- | -------------- | ------------ | ------------ | ----------- | ----------- | ------ | ------ |
|                | Henri Etcheto        | PS             | 5 619        | 35,25        | 7 569       | 45,22       | 9      | 2      |
|                | Jean-René Etchegaray | UMP-UDI        | 4 778        | 29,98        | 7 595       | 45,37       | 32     | 9      |
|                | Sylvie Durruty       | UMP diss.      | 2 954        | 18,53        | 7 595       | 45,37       | 32     | 9      |
|                | Jean-Claude Iriart   | DVG            | 1 642        | 10,30        | 1 574       | 9,40        | 2      | 0      |
|                | Serge Nogués         | FG             | 944          | 5,92         |             |             | 0      | 0      |
|                |                      |                |              |              |             |             |        |        |
| Inscrits       | Inscrits             | Inscrits       | 29 193       | 100,00       | 29 186      | 100,00      |        |        |
| Abstentions    | Abstentions          | Abstentions    | 12 716       | 43,56        | 11 901      | 40,78       |        |        |
| Votants        | Votants              | Votants        | 16 477       | 56,44        | 17 285      | 59,22       |        |        |
| Blancs et nuls | Blancs et nuls       | Blancs et nuls | 540          | 3,28         | 547         | 3,16        |        |        |
| Exprimés       | Exprimés             | Exprimés       | 15 937       | 96,72        | 16 738      | 96,84       |        |        |

### Biarritz
- Maire sortant : Didier Borotra (MoDem)
- 35 sièges à pourvoir au conseil municipal (population légale 2011 : 25 903 habitants)
- 7 sièges à pourvoir au conseil communautaire (CA du Pays Basque)

| Tête de liste  | Tête de liste           | Liste          | Premier tour | Premier tour | Second tour | Second tour | Sièges | Sièges |
| Tête de liste  | Tête de liste           | Liste          | Voix         | %            | Voix        | %           | CM     | CC     |
| -------------- | ----------------------- | -------------- | ------------ | ------------ | ----------- | ----------- | ------ | ------ |
|                | Max Brisson             | UMP            | 3 046        | 23,35        | 6 281       | 48,36       | 8      | 1      |
|                | Jean-Benoît Saint-Cricq | DVD            | 1 836        | 14,07        | 6 281       | 48,36       | 8      | 1      |
|                | Richard Tardits         | SE             | 1 394        | 10,68        | 6 281       | 48,36       | 8      | 1      |
|                | Michel Veunac           | MoDem          | 2 274        | 17,43        | 6 706       | 51,64       | 27     | 6      |
|                | Guy Lafite              | PS-PCF-PRG     | 2 201        | 16,87        | 6 706       | 51,64       | 27     | 6      |
|                | Guillaume Barucq        | SE             | 947          | 7,26         | 6 706       | 51,64       | 27     | 6      |
|                | Mathieu Accoh           | FG-EELV        | 685          | 5,25         |             |             | 0      | 0      |
|                | Franck Perrin           | FN             | 658          | 5,04         | 0           | 0           |        |        |
|                |                         |                |              |              |             |             |        |        |
| Inscrits       | Inscrits                | Inscrits       | 22 959       | 100,00       | 22 960      | 100,00      |        |        |
| Abstentions    | Abstentions             | Abstentions    | 9 663        | 42,09        | 9 284       | 40,44       |        |        |
| Votants        | Votants                 | Votants        | 13 296       | 57,91        | 13 676      | 59,56       |        |        |
| Blancs et nuls | Blancs et nuls          | Blancs et nuls | 255          | 1,92         | 689         | 5,04        |        |        |
| Exprimés       | Exprimés                | Exprimés       | 13 041       | 98,08        | 12 987      | 94,96       |        |        |

### Bidart
- Maire sortant : Emmanuel Alzuri (DVD)
- 29 sièges à pourvoir au conseil municipal (population légale 2011 : 6 296 habitants)
- 3 sièges à pourvoir au conseil communautaire (CA du Pays Basque)

|                          | Emmanuel Alzuri * | SE             | 2 049 | 67,55  | 25 | 3 |  |  |
|                          | Michel Lamarque   | SE             | 984   | 32,44  | 4  | 0 |  |  |
|                          |                   |                |       |        |    |   |  |  |
| Inscrits                 | Inscrits          | Inscrits       | 5 047 | 100,00 |    |   |  |  |
| Abstentions              | Abstentions       | Abstentions    | 1 923 | 38,10  |    |   |  |  |
| Votants                  | Votants           | Votants        | 3 124 | 61,90  |    |   |  |  |
| Blancs et nuls           | Blancs et nuls    | Blancs et nuls | 91    | 2,91   |    |   |  |  |
| Exprimés                 | Exprimés          | Exprimés       | 3 033 | 97,09  |    |   |  |  |
| * Liste du maire sortant |                   |                |       |        |    |   |  |  |

### Billère
- Maire sortant : Jean-Yves Lalanne (PS)
- 33 sièges à pourvoir au conseil municipal (population légale 2011 : 13 343 habitants)
- 5 sièges à pourvoir au conseil communautaire (CA Pau Béarn Pyrénées)

|                          | Jean-Yves Lalanne * | PS             | 2 971 | 58,83  | 27 | 4 |  |  |
|                          | Patrick Cléris      | UMP-UDI        | 2 079 | 41,16  | 6  | 1 |  |  |
|                          |                     |                |       |        |    |   |  |  |
| Inscrits                 | Inscrits            | Inscrits       | 8 472 | 100,00 |    |   |  |  |
| Abstentions              | Abstentions         | Abstentions    | 3 172 | 37,44  |    |   |  |  |
| Votants                  | Votants             | Votants        | 5 300 | 62,56  |    |   |  |  |
| Blancs et nuls           | Blancs et nuls      | Blancs et nuls | 250   | 4,72   |    |   |  |  |
| Exprimés                 | Exprimés            | Exprimés       | 5 050 | 95,28  |    |   |  |  |
| * Liste du maire sortant |                     |                |       |        |    |   |  |  |

### Bizanos
- Maire sortant : André Arribes
- 27 sièges à pourvoir au conseil municipal (population légale 2011 : 4 773 habitants)
- 2 sièges à pourvoir au conseil communautaire (CA Pau Béarn Pyrénées)

|                          | André Arribes *       | MoDem-UDI-UMP  | 1 704 | 77,17  | 24 | 2 |  |  |
|                          | Christian Chassériaud | DVG            | 504   | 22,82  | 3  | 0 |  |  |
|                          |                       |                |       |        |    |   |  |  |
| Inscrits                 | Inscrits              | Inscrits       | 3 686 | 100,00 |    |   |  |  |
| Abstentions              | Abstentions           | Abstentions    | 1 364 | 37,00  |    |   |  |  |
| Votants                  | Votants               | Votants        | 2 322 | 63,00  |    |   |  |  |
| Blancs et nuls           | Blancs et nuls        | Blancs et nuls | 114   | 4,91   |    |   |  |  |
| Exprimés                 | Exprimés              | Exprimés       | 2 208 | 95,09  |    |   |  |  |
| * Liste du maire sortant |                       |                |       |        |    |   |  |  |

### Bordes
- Maire sortant : Serge Castaignau
- 23 sièges à pourvoir au conseil municipal (population légale 2011 : 2 560 habitants)
- 5 sièges à pourvoir au conseil communautaire (CC du Pays de Nay)

|                          | Serge Castaignau * | DVG            | 1 009 | 100,00 | 23 | 5 |  |  |
|                          |                    |                |       |        |    |   |  |  |
| Inscrits                 | Inscrits           | Inscrits       | 1 830 | 100,00 |    |   |  |  |
| Abstentions              | Abstentions        | Abstentions    | 612   | 33,44  |    |   |  |  |
| Votants                  | Votants            | Votants        | 1 218 | 66,56  |    |   |  |  |
| Blancs et nuls           | Blancs et nuls     | Blancs et nuls | 209   | 17,16  |    |   |  |  |
| Exprimés                 | Exprimés           | Exprimés       | 1 009 | 82,84  |    |   |  |  |
| * Liste du maire sortant |                    |                |       |        |    |   |  |  |

### Boucau
- Maire sortant : Marie-José Espiaube (PCF)
- 29 sièges à pourvoir au conseil municipal (population légale 2011 : 7 801 habitants)
- 3 sièges à pourvoir au conseil communautaire (CA du Pays Basque)

| Tête de liste            | Tête de liste         | Liste          | Premier tour | Premier tour | Second tour | Second tour | Sièges | Sièges |
| Tête de liste            | Tête de liste         | Liste          | Voix         | %            | Voix        | %           | CM     | CC     |
| ------------------------ | --------------------- | -------------- | ------------ | ------------ | ----------- | ----------- | ------ | ------ |
|                          | Francis Gonzalez      | DVG-EELV       | 1 174        | 32,59        | 1 834       | 48,27       | 22     | 2      |
|                          | Marie-José Espiaube * | PCF            | 1 035        | 28,73        | 1 017       | 26,77       | 4      | 1      |
|                          | Christophe Martin     | PS             | 758          | 21,04        | 549         | 14,45       | 2      | 0      |
|                          | Albert Maton          | UMP-UDI        | 635          | 17,62        | 399         | 10,50       | 1      | 0      |
|                          |                       |                |              |              |             |             |        |        |
| Inscrits                 | Inscrits              | Inscrits       | 5 764        | 100,00       | 5 762       | 100,00      |        |        |
| Abstentions              | Abstentions           | Abstentions    | 2 035        | 35,31        | 1 860       | 32,28       |        |        |
| Votants                  | Votants               | Votants        | 3 729        | 64,69        | 3 902       | 67,72       |        |        |
| Blancs et nuls           | Blancs et nuls        | Blancs et nuls | 127          | 3,41         | 103         | 2,64        |        |        |
| Exprimés                 | Exprimés              | Exprimés       | 3 602        | 96,59        | 3 799       | 97,36       |        |        |
| * Liste du maire sortant |                       |                |              |              |             |             |        |        |

### Briscous
- Maire sortant : Pierre Diratchette
- 23 sièges à pourvoir au conseil municipal (population légale 2011 : 2 637 habitants)
- 4 sièges à pourvoir au conseil communautaire (CA du Pays Basque)

|                | Fabienne Ayensa     | SE             | 793   | 52,97  | 18 | 3 |  |  |
|                | Jean-Michel Ospital | SE             | 704   | 47,02  | 5  | 1 |  |  |
|                |                     |                |       |        |    |   |  |  |
| Inscrits       | Inscrits            | Inscrits       | 2 021 | 100,00 |    |   |  |  |
| Abstentions    | Abstentions         | Abstentions    | 463   | 22,91  |    |   |  |  |
| Votants        | Votants             | Votants        | 1 558 | 77,09  |    |   |  |  |
| Blancs et nuls | Blancs et nuls      | Blancs et nuls | 61    | 3,92   |    |   |  |  |
| Exprimés       | Exprimés            | Exprimés       | 1 497 | 96,08  |    |   |  |  |

### Cambo-les-Bains
- Maire sortant : Vincent Bru (UDI)
- 29 sièges à pourvoir au conseil municipal (population légale 2011 : 6 577 habitants)
- 6 sièges à pourvoir au conseil communautaire (CA du Pays Basque)

|                          | Vincent Bru *          | DVD            | 2 070 | 72,30  | 25 | 5 |  |  |
|                          | Argitxu Hiriart-urruty | Abertzale      | 793   | 27,69  | 4  | 1 |  |  |
|                          |                        |                |       |        |    |   |  |  |
| Inscrits                 | Inscrits               | Inscrits       | 4 634 | 100,00 |    |   |  |  |
| Abstentions              | Abstentions            | Abstentions    | 1 598 | 34,48  |    |   |  |  |
| Votants                  | Votants                | Votants        | 3 036 | 65,52  |    |   |  |  |
| Blancs et nuls           | Blancs et nuls         | Blancs et nuls | 173   | 5,70   |    |   |  |  |
| Exprimés                 | Exprimés               | Exprimés       | 2 863 | 94,30  |    |   |  |  |
| * Liste du maire sortant |                        |                |       |        |    |   |  |  |

### Ciboure
- Maire sortant : Guy Poulou (UMP)
- 29 sièges à pourvoir au conseil municipal (population légale 2011 : 6 864 habitants)
- 4 sièges à pourvoir au conseil communautaire (CA du Pays Basque)

| Tête de liste            | Tête de liste      | Liste          | Premier tour | Premier tour | Second tour | Second tour | Sièges | Sièges |
| Tête de liste            | Tête de liste      | Liste          | Voix         | %            | Voix        | %           | CM     | CC     |
| ------------------------ | ------------------ | -------------- | ------------ | ------------ | ----------- | ----------- | ------ | ------ |
|                          | Guy Poulou *       | DVD            | 1 661        | 43,68        | 2 098       | 53,46       | 23     | 3      |
|                          | Henri Duhaldeborde | PS-PCF-EELV    | 1 015        | 26,69        | 1 826       | 46,53       | 6      | 1      |
|                          | Eneko Aldana-Douat | Abertzale      | 802          | 21,09        |             |             | 0      | 0      |
|                          | Michel Poulou      | UDI            | 324          | 5,61         | 0           | 0           |        |        |
|                          |                    |                |              |              |             |             |        |        |
| Inscrits                 | Inscrits           | Inscrits       | 5 772        | 100,00       | 5 772       | 100,00      |        |        |
| Abstentions              | Abstentions        | Abstentions    | 1 793        | 31,06        | 1 670       | 28,93       |        |        |
| Votants                  | Votants            | Votants        | 3 979        | 68,94        | 4 102       | 71,07       |        |        |
| Blancs et nuls           | Blancs et nuls     | Blancs et nuls | 177          | 4,45         | 178         | 4,34        |        |        |
| Exprimés                 | Exprimés           | Exprimés       | 3 802        | 95,55        | 3 924       | 95,66       |        |        |
| * Liste du maire sortant |                    |                |              |              |             |             |        |        |

### Coarraze
- Maire sortant : Jean Saint-Josse
- 19 sièges à pourvoir au conseil municipal (population légale 2011 : 2 104 habitants)
- 4 sièges à pourvoir au conseil communautaire (CC du Pays de Nay)

|                          | Jean Saint-Josse * | DVD            | 682   | 52,30  | 15 | 3 |  |  |
|                          | Michel Lucante     | SE             | 622   | 47,69  | 4  | 1 |  |  |
|                          |                    |                |       |        |    |   |  |  |
| Inscrits                 | Inscrits           | Inscrits       | 1 828 | 100,00 |    |   |  |  |
| Abstentions              | Abstentions        | Abstentions    | 472   | 25,82  |    |   |  |  |
| Votants                  | Votants            | Votants        | 1 356 | 74,18  |    |   |  |  |
| Blancs et nuls           | Blancs et nuls     | Blancs et nuls | 52    | 3,83   |    |   |  |  |
| Exprimés                 | Exprimés           | Exprimés       | 1 304 | 96,17  |    |   |  |  |
| * Liste du maire sortant |                    |                |       |        |    |   |  |  |

### Espelette
- Maire sortant : Gracianne Florence
- 19 sièges à pourvoir au conseil municipal (population légale 2011 : 2 006 habitants)
- 3 sièges à pourvoir au conseil communautaire (CA du Pays Basque)

|                | Jean-Marie Iputcha | SE             | 756   | 59,85  | 15 | 2 |  |  |
|                | Étienne Hargain    | SE             | 507   | 40,14  | 4  | 1 |  |  |
|                |                    |                |       |        |    |   |  |  |
| Inscrits       | Inscrits           | Inscrits       | 1 671 | 100,00 |    |   |  |  |
| Abstentions    | Abstentions        | Abstentions    | 365   | 21,84  |    |   |  |  |
| Votants        | Votants            | Votants        | 1 306 | 78,16  |    |   |  |  |
| Blancs et nuls | Blancs et nuls     | Blancs et nuls | 43    | 3,29   |    |   |  |  |
| Exprimés       | Exprimés           | Exprimés       | 1 263 | 96,71  |    |   |  |  |

### Gan
- Maire sortant : Jean-Michel Tissanie (PS)
- 29 sièges à pourvoir au conseil municipal (population légale 2011 : 5 481 habitants)
- 3 sièges à pourvoir au conseil communautaire (CA Pau Béarn Pyrénées)

| Tête de liste            | Tête de liste          | Liste          | Premier tour | Premier tour | Second tour | Second tour | Sièges | Sièges |
| Tête de liste            | Tête de liste          | Liste          | Voix         | %            | Voix        | %           | CM     | CC     |
| ------------------------ | ---------------------- | -------------- | ------------ | ------------ | ----------- | ----------- | ------ | ------ |
|                          | Francis Pées           | DVD            | 1 352        | 44,67        | 1 645       | 52,37       | 22     | 2      |
|                          | Jean-Michel Tissanie * | PS-PCF-EELV    | 1 201        | 39,68        | 1 496       | 47,62       | 7      | 1      |
|                          | Hervé Turpin           | UDI            | 473          | 15,63        |             |             | 0      | 0      |
|                          |                        |                |              |              |             |             |        |        |
| Inscrits                 | Inscrits               | Inscrits       | 4 322        | 100,00       | 4 196       | 100,00      |        |        |
| Abstentions              | Abstentions            | Abstentions    | 1 177        | 27,23        | 938         | 22,35       |        |        |
| Votants                  | Votants                | Votants        | 3 145        | 72,77        | 3 258       | 77,65       |        |        |
| Blancs et nuls           | Blancs et nuls         | Blancs et nuls | 119          | 3,78         | 117         | 3,59        |        |        |
| Exprimés                 | Exprimés               | Exprimés       | 3 026        | 96,22        | 3 141       | 96,41       |        |        |
| * Liste du maire sortant |                        |                |              |              |             |             |        |        |

### Gelos
- Maire sortant : André Castro
- 27 sièges à pourvoir au conseil municipal (population légale 2011 : 3 620 habitants)
- 2 sièges à pourvoir au conseil communautaire (CA Pau Béarn Pyrénées)

| Tête de liste  | Tête de liste  | Liste          | Premier tour | Premier tour | Second tour | Second tour | Sièges | Sièges |
| Tête de liste  | Tête de liste  | Liste          | Voix         | %            | Voix        | %           | CM     | CC     |
| -------------- | -------------- | -------------- | ------------ | ------------ | ----------- | ----------- | ------ | ------ |
|                | Pascal Mora    | SE             | 927          | 46,55        | 1 225       | 63,93       | 22     | 2      |
|                | Laurent Lannes | MoDem          | 682          | 34,25        | 691         | 36,06       | 5      | 0      |
|                | Natalie Francq | DVG            | 382          | 19,18        |             |             | 0      | 0      |
|                |                |                |              |              |             |             |        |        |
| Inscrits       | Inscrits       | Inscrits       | 2 707        | 100,00       | 2 707       | 100,00      |        |        |
| Abstentions    | Abstentions    | Abstentions    | 657          | 24,27        | 691         | 25,53       |        |        |
| Votants        | Votants        | Votants        | 2 050        | 75,73        | 2 016       | 74,47       |        |        |
| Blancs et nuls | Blancs et nuls | Blancs et nuls | 59           | 2,88         | 100         | 4,96        |        |        |
| Exprimés       | Exprimés       | Exprimés       | 1 991        | 97,12        | 1 916       | 95,04       |        |        |

### Hasparren
- Maire sortant : Beñat Inchauspé (UDI)
- 29 sièges à pourvoir au conseil municipal (population légale 2011 : 6 139 habitants)
- 9 sièges à pourvoir au conseil communautaire (CA du Pays Basque)

|                          | Beñat Inchauspé *      | DVD            | 2 399 | 76,37  | 26 | 8 |  |  |
|                          | Martine Etcheçaharreta | DVG            | 742   | 23,62  | 3  | 1 |  |  |
|                          |                        |                |       |        |    |   |  |  |
| Inscrits                 | Inscrits               | Inscrits       | 4 888 | 100,00 |    |   |  |  |
| Abstentions              | Abstentions            | Abstentions    | 1 382 | 28,27  |    |   |  |  |
| Votants                  | Votants                | Votants        | 3 506 | 71,73  |    |   |  |  |
| Blancs et nuls           | Blancs et nuls         | Blancs et nuls | 365   | 10,41  |    |   |  |  |
| Exprimés                 | Exprimés               | Exprimés       | 3 141 | 89,59  |    |   |  |  |
| * Liste du maire sortant |                        |                |       |        |    |   |  |  |

### Hendaye
- Maire sortant : Jean-Baptiste Sallaberry (SE)
- 33 sièges à pourvoir au conseil municipal (population légale 2011 : 15 976 habitants)
- 7 sièges à pourvoir au conseil communautaire (CA du Pays Basque)

| Tête de liste            | Tête de liste              | Liste          | Premier tour | Premier tour | Second tour | Second tour | Sièges | Sièges |
| Tête de liste            | Tête de liste              | Liste          | Voix         | %            | Voix        | %           | CM     | CC     |
| ------------------------ | -------------------------- | -------------- | ------------ | ------------ | ----------- | ----------- | ------ | ------ |
|                          | Kotte Ecenarro             | PS             | 2 014        | 36,50        | 2 896       | 53,07       | 26     | 6      |
|                          | Iker Elizalde              | Abertzale      | 693          | 12,56        | 2 896       | 53,07       | 26     | 6      |
|                          | Jean-Baptiste Sallaberry * | SE             | 1 599        | 28,98        | 2 560       | 46,92       | 7      | 1      |
|                          | Richard Beitia             | UMP            | 709          | 12,85        |             |             |        |        |
|                          | Éric Saint Martin          | PCF            | 502          | 9,09         |             |             |        |        |
|                          |                            |                |              |              |             |             |        |        |
| Inscrits                 | Inscrits                   | Inscrits       | 9 428        | 100,00       | 9 428       | 100,00      |        |        |
| Abstentions              | Abstentions                | Abstentions    | 3 705        | 39,30        | 3 600       | 38,18       |        |        |
| Votants                  | Votants                    | Votants        | 5 723        | 60,70        | 5 828       | 61,82       |        |        |
| Blancs et nuls           | Blancs et nuls             | Blancs et nuls | 206          | 3,60         | 372         | 6,38        |        |        |
| Exprimés                 | Exprimés                   | Exprimés       | 5 517        | 96,40        | 5 456       | 93,62       |        |        |
| * Liste du maire sortant |                            |                |              |              |             |             |        |        |

### Idron
- Maire sortant : Annie Hild
- 27 sièges à pourvoir au conseil municipal (population légale 2011 : 4 091 habitants)
- 2 sièges à pourvoir au conseil communautaire (CA Pau Béarn Pyrénées)

| Tête de liste            | Tête de liste         | Liste          | Premier tour | Premier tour | Second tour | Second tour | Sièges | Sièges |
| Tête de liste            | Tête de liste         | Liste          | Voix         | %            | Voix        | %           | CM     | CC     |
| ------------------------ | --------------------- | -------------- | ------------ | ------------ | ----------- | ----------- | ------ | ------ |
|                          | Annie Hild *          | DVD            | 1 116        | 45,81        | 1 250       | 51,27       | 21     | 2      |
|                          | Jean-Marc Berot-inard | SE             | 717          | 29,43        | 685         | 28,09       | 4      |        |
|                          | Laurent Lacaze        | DVG            | 603          | 24,75        | 503         | 20,63       | 2      |        |
|                          |                       |                |              |              |             |             |        |        |
| Inscrits                 | Inscrits              | Inscrits       | 3 567        | 100,00       | 3 565       | 100,00      |        |        |
| Abstentions              | Abstentions           | Abstentions    | 1 060        | 29,72        | 1 067       | 29,93       |        |        |
| Votants                  | Votants               | Votants        | 2 507        | 70,28        | 2 498       | 70,07       |        |        |
| Blancs et nuls           | Blancs et nuls        | Blancs et nuls | 71           | 2,83         | 60          | 2,40        |        |        |
| Exprimés                 | Exprimés              | Exprimés       | 2 436        | 97,17        | 2 438       | 97,60       |        |        |
| * Liste du maire sortant |                       |                |              |              |             |             |        |        |

### Itxassou
- Maire sortant : Roger Gamoy
- 19 sièges à pourvoir au conseil municipal (population légale 2011 : 2 018 habitants)
- 3 sièges à pourvoir au conseil communautaire (CA du Pays Basque)

|                          | Roger Gamoy *     | DVD            | 673   | 52,45  | 15 | 2 |  |  |
|                          | Jean-Paul Iriquin | SE             | 350   | 27,27  | 2  | 1 |  |  |
|                          | Philippe Lascaray | EXG            | 260   | 20,26  | 2  |   |  |  |
|                          |                   |                |       |        |    |   |  |  |
| Inscrits                 | Inscrits          | Inscrits       | 1 662 | 100,00 |    |   |  |  |
| Abstentions              | Abstentions       | Abstentions    | 339   | 20,40  |    |   |  |  |
| Votants                  | Votants           | Votants        | 1 323 | 79,60  |    |   |  |  |
| Blancs et nuls           | Blancs et nuls    | Blancs et nuls | 40    | 3,02   |    |   |  |  |
| Exprimés                 | Exprimés          | Exprimés       | 1 283 | 96,98  |    |   |  |  |
| * Liste du maire sortant |                   |                |       |        |    |   |  |  |

### Jurançon
- Maire sortant : Michel Bernos (UDI)
- 29 sièges à pourvoir au conseil municipal (population légale 2011 : 7 037 habitants)
- 3 sièges à pourvoir au conseil communautaire (CA Pau Béarn Pyrénées)

|                          | Michel Bernos * | UMP-UDI        | 2 148 | 57,26  | 23 | 3 |  |  |
|                          | Lindsey Deary   | PS             | 1 058 | 28,20  | 4  |   |  |  |
|                          | René Lahillonne | DVG            | 545   | 14,52  | 2  |   |  |  |
|                          |                 |                |       |        |    |   |  |  |
| Inscrits                 | Inscrits        | Inscrits       | 5 578 | 100,00 |    |   |  |  |
| Abstentions              | Abstentions     | Abstentions    | 1 721 | 30,85  |    |   |  |  |
| Votants                  | Votants         | Votants        | 3 857 | 69,15  |    |   |  |  |
| Blancs et nuls           | Blancs et nuls  | Blancs et nuls | 106   | 2,75   |    |   |  |  |
| Exprimés                 | Exprimés        | Exprimés       | 3 751 | 97,25  |    |   |  |  |
| * Liste du maire sortant |                 |                |       |        |    |   |  |  |

### Lahonce
- Maire sortant : Pierre Guillemotonia
- 19 sièges à pourvoir au conseil municipal (population légale 2011 : 2 062 habitants)
- 3 sièges à pourvoir au conseil communautaire (CA du Pays Basque)

|                          | Pierre Guillemotonia * | DVG            | 830   | 66,03  | 16 | 2 |  |  |
|                          | Jean-François Saussé   | SE             | 427   | 33,96  | 3  | 1 |  |  |
|                          |                        |                |       |        |    |   |  |  |
| Inscrits                 | Inscrits               | Inscrits       | 1 912 | 100,00 |    |   |  |  |
| Abstentions              | Abstentions            | Abstentions    | 578   | 30,23  |    |   |  |  |
| Votants                  | Votants                | Votants        | 1 334 | 69,77  |    |   |  |  |
| Blancs et nuls           | Blancs et nuls         | Blancs et nuls | 77    | 5,77   |    |   |  |  |
| Exprimés                 | Exprimés               | Exprimés       | 1 257 | 94,23  |    |   |  |  |
| * Liste du maire sortant |                        |                |       |        |    |   |  |  |

### Lescar
- Maire sortant : Christian Laine (PS)
- 33 sièges à pourvoir au conseil municipal (population légale 2011 : 10 030 habitants)
- 5 sièges à pourvoir au conseil communautaire (CA Pau Béarn Pyrénées)

| Tête de liste            | Tête de liste     | Liste          | Premier tour | Premier tour | Second tour | Second tour | Sièges | Sièges |
| Tête de liste            | Tête de liste     | Liste          | Voix         | %            | Voix        | %           | CM     | CC     |
| ------------------------ | ----------------- | -------------- | ------------ | ------------ | ----------- | ----------- | ------ | ------ |
|                          | Christian Laine * | PS             | 2 198        | 42,42        | 2 670       | 50,00       | 25     | 4      |
|                          | Philippe Coy      | UMP-UDI        | 1 813        | 34,99        | 2 670       | 50,00       | 8      | 1      |
|                          | René Claverie     | DVD            | 1 170        | 22,58        |             |             |        |        |
|                          |                   |                |              |              |             |             |        |        |
| Inscrits                 | Inscrits          | Inscrits       | 7 531        | 100,00       | 7 531       | 100,00      |        |        |
| Abstentions              | Abstentions       | Abstentions    | 2 176        | 28,89        | 2 042       | 27,11       |        |        |
| Votants                  | Votants           | Votants        | 5 355        | 71,11        | 5 489       | 72,89       |        |        |
| Blancs et nuls           | Blancs et nuls    | Blancs et nuls | 174          | 3,25         | 149         | 2,71        |        |        |
| Exprimés                 | Exprimés          | Exprimés       | 5 181        | 96,75        | 5 340       | 97,29       |        |        |
| * Liste du maire sortant |                   |                |              |              |             |             |        |        |

### Lons
- Maire sortant : James Chambaud (UMP)
- 33 sièges à pourvoir au conseil municipal (population légale 2011 : 12 304 habitants)
- 5 sièges à pourvoir au conseil communautaire (CA Pau Béarn Pyrénées)

| Tête de liste  | Tête de liste      | Liste          | Premier tour | Premier tour | Second tour | Second tour | Sièges | Sièges |
| Tête de liste  | Tête de liste      | Liste          | Voix         | %            | Voix        | %           | CM     | CC     |
| -------------- | ------------------ | -------------- | ------------ | ------------ | ----------- | ----------- | ------ | ------ |
|                | Nicolas Patriarche | UMP            | 2 770        | 48,65        | 3 076       | 53,39       | 26     | 4      |
|                | Patricia Garcia    | PS             | 1 677        | 29,45        | 1 768       | 30,68       | 5      | 1      |
|                | Philippe Arraou    | SE             | 1 246        | 21,88        | 917         | 15,91       | 2      |        |
|                |                    |                |              |              |             |             |        |        |
| Inscrits       | Inscrits           | Inscrits       | 9 182        | 100,00       | 9 181       | 100,00      |        |        |
| Abstentions    | Abstentions        | Abstentions    | 3 254        | 35,44        | 3 259       | 35,50       |        |        |
| Votants        | Votants            | Votants        | 5 928        | 64,56        | 5 922       | 64,50       |        |        |
| Blancs et nuls | Blancs et nuls     | Blancs et nuls | 235          | 3,96         | 161         | 2,72        |        |        |
| Exprimés       | Exprimés           | Exprimés       | 5 693        | 96,04        | 5 761       | 97,28       |        |        |

### Mauléon-Licharre
- Maire sortant : Michel Etchebest
- 23 sièges à pourvoir au conseil municipal (population légale 2011 : 3 217 habitants)
- 8 sièges à pourvoir au conseil communautaire (CA du Pays Basque)

| Tête de liste            | Tête de liste      | Liste          | Premier tour | Premier tour | Second tour | Second tour | Sièges | Sièges |
| Tête de liste            | Tête de liste      | Liste          | Voix         | %            | Voix        | %           | CM     | CC     |
| ------------------------ | ------------------ | -------------- | ------------ | ------------ | ----------- | ----------- | ------ | ------ |
|                          | Michel Etchebest * | DVD            | 794          | 41,74        | 944         | 47,31       | 17     | 6      |
|                          | Louis Labadot      | PS-PCF-EELV    | 595          | 31,28        | 833         | 41,75       | 5      | 2      |
|                          | Mathias Davant     | DVG            | 261          | 13,72        |             |             |        |        |
|                          | Beñat Elkegaray    | DVG            | 252          | 13,24        | 218         | 10,92       | 1      |        |
|                          |                    |                |              |              |             |             |        |        |
| Inscrits                 | Inscrits           | Inscrits       | 2 454        | 100,00       | 2 454       | 100,00      |        |        |
| Abstentions              | Abstentions        | Abstentions    | 479          | 19,52        | 390         | 15,89       |        |        |
| Votants                  | Votants            | Votants        | 1 975        | 80,48        | 2 064       | 84,11       |        |        |
| Blancs et nuls           | Blancs et nuls     | Blancs et nuls | 73           | 3,70         | 69          | 3,34        |        |        |
| Exprimés                 | Exprimés           | Exprimés       | 1 902        | 96,30        | 1 995       | 96,66       |        |        |
| * Liste du maire sortant |                    |                |              |              |             |             |        |        |

### Monein
- Maire sortant : Yves Salanave-Péhé
- 27 sièges à pourvoir au conseil municipal (population légale 2011 : 4 484 habitants)
- 7 sièges à pourvoir au conseil communautaire (CC de Lacq-Orthez)

|                          | Yves Salanave-Péhé * | DVG            | 1 840 | 100,00 | 27 | 7 |  |  |
|                          |                      |                |       |        |    |   |  |  |
| Inscrits                 | Inscrits             | Inscrits       | 3 564 | 100,00 |    |   |  |  |
| Abstentions              | Abstentions          | Abstentions    | 1 318 | 36,98  |    |   |  |  |
| Votants                  | Votants              | Votants        | 2 246 | 63,02  |    |   |  |  |
| Blancs et nuls           | Blancs et nuls       | Blancs et nuls | 406   | 18,08  |    |   |  |  |
| Exprimés                 | Exprimés             | Exprimés       | 1 840 | 81,92  |    |   |  |  |
| * Liste du maire sortant |                      |                |       |        |    |   |  |  |

### Montardon
- Maire sortant : Anne-Marie Fourcade
- 19 sièges à pourvoir au conseil municipal (population légale 2011 : 2 344 habitants)
- 7 sièges à pourvoir au conseil communautaire (CC des Luys en Béarn)

|                          | Anne-Marie Fourcade * | SE             | 730   | 58,49  | 15 | 6 |  |  |
|                          | Jacques Poublan       | SE             | 518   | 41,50  | 4  | 1 |  |  |
|                          |                       |                |       |        |    |   |  |  |
| Inscrits                 | Inscrits              | Inscrits       | 1 710 | 100,00 |    |   |  |  |
| Abstentions              | Abstentions           | Abstentions    | 426   | 24,91  |    |   |  |  |
| Votants                  | Votants               | Votants        | 1 284 | 75,09  |    |   |  |  |
| Blancs et nuls           | Blancs et nuls        | Blancs et nuls | 36    | 2,80   |    |   |  |  |
| Exprimés                 | Exprimés              | Exprimés       | 1 248 | 97,20  |    |   |  |  |
| * Liste du maire sortant |                       |                |       |        |    |   |  |  |

### Morlaàs
- Maire sortant : Dino Forté
- 27 sièges à pourvoir au conseil municipal (population légale 2011 : 4 152 habitants)
- 9 sièges à pourvoir au conseil communautaire (CC du Nord-Est Béarn)

|                          | Dino Forté *   | DVG            | 1 529 | 70,78  | 23 | 8 |  |  |
|                          | Pierre Coste   | SE             | 631   | 29,21  | 4  | 1 |  |  |
|                          |                |                |       |        |    |   |  |  |
| Inscrits                 | Inscrits       | Inscrits       | 3 311 | 100,00 |    |   |  |  |
| Abstentions              | Abstentions    | Abstentions    | 1 040 | 31,41  |    |   |  |  |
| Votants                  | Votants        | Votants        | 2 271 | 68,59  |    |   |  |  |
| Blancs et nuls           | Blancs et nuls | Blancs et nuls | 111   | 4,89   |    |   |  |  |
| Exprimés                 | Exprimés       | Exprimés       | 2 160 | 95,11  |    |   |  |  |
| * Liste du maire sortant |                |                |       |        |    |   |  |  |

### Mouguerre
- Maire sortant : Roland Hirigoyen
- 27 sièges à pourvoir au conseil municipal (population légale 2011 : 4 655 habitants)
- 7 sièges à pourvoir au conseil communautaire (CA du Pays Basque)

|                          | Roland Hirigoyen * | DVD            | 2 210 | 100,00 | 27 | 7 |  |  |
|                          |                    |                |       |        |    |   |  |  |
| Inscrits                 | Inscrits           | Inscrits       | 3 862 | 100,00 |    |   |  |  |
| Abstentions              | Abstentions        | Abstentions    | 1 351 | 34,98  |    |   |  |  |
| Votants                  | Votants            | Votants        | 2 511 | 65,02  |    |   |  |  |
| Blancs et nuls           | Blancs et nuls     | Blancs et nuls | 301   | 11,99  |    |   |  |  |
| Exprimés                 | Exprimés           | Exprimés       | 2 210 | 88,01  |    |   |  |  |
| * Liste du maire sortant |                    |                |       |        |    |   |  |  |

### Mourenx
- Maire sortant : David Habib (PS)
- 29 sièges à pourvoir au conseil municipal (population légale 2011 : 6 998 habitants)
- 12 sièges à pourvoir au conseil communautaire (CC de Lacq-Orthez)

|                | Patrice Laurent | PS-PCF-EELV    | 1 644 | 53,15  | 23 | 10 |  |  |
|                | Tony Campanella | DVG            | 896   | 28,96  | 4  | 2  |  |  |
|                | Nicole Gaya     | SE             | 349   | 11,28  | 1  |    |  |  |
|                | Gérard Theaux   | DVD            | 204   | 6,59   | 1  |    |  |  |
|                |                 |                |       |        |    |    |  |  |
| Inscrits       | Inscrits        | Inscrits       | 5 042 | 100,00 |    |    |  |  |
| Abstentions    | Abstentions     | Abstentions    | 1 849 | 36,67  |    |    |  |  |
| Votants        | Votants         | Votants        | 3 193 | 63,33  |    |    |  |  |
| Blancs et nuls | Blancs et nuls  | Blancs et nuls | 100   | 3,13   |    |    |  |  |
| Exprimés       | Exprimés        | Exprimés       | 3 093 | 96,87  |    |    |  |  |

### Nay
- Maire sortant : Guy Chabrout
- 23 sièges à pourvoir au conseil municipal (population légale 2011 : 3 168 habitants)
- 6 sièges à pourvoir au conseil communautaire (CC du Pays de Nay)

| Tête de liste            | Tête de liste            | Liste          | Premier tour | Premier tour | Second tour | Second tour | Sièges | Sièges |
| Tête de liste            | Tête de liste            | Liste          | Voix         | %            | Voix        | %           | CM     | CC     |
| ------------------------ | ------------------------ | -------------- | ------------ | ------------ | ----------- | ----------- | ------ | ------ |
|                          | Guy Chabrout *           | DVG            | 673          | 43,33        | 784         | 48,54       | 18     | 5      |
|                          | Bruno Bourdaa            | SE             | 483          | 31,10        | 510         | 31,57       | 3      | 1      |
|                          | Jean-Pierre Bonnassiolle | SE             | 397          | 25,56        | 321         | 19,87       | 2      |        |
|                          |                          |                |              |              |             |             |        |        |
| Inscrits                 | Inscrits                 | Inscrits       | 2 368        | 100,00       | 2 368       | 100,00      |        |        |
| Abstentions              | Abstentions              | Abstentions    | 722          | 30,49        | 703         | 29,69       |        |        |
| Votants                  | Votants                  | Votants        | 1 646        | 69,51        | 1 665       | 70,31       |        |        |
| Blancs et nuls           | Blancs et nuls           | Blancs et nuls | 93           | 5,65         | 50          | 3,00        |        |        |
| Exprimés                 | Exprimés                 | Exprimés       | 1 553        | 94,35        | 1 615       | 97,00       |        |        |
| * Liste du maire sortant |                          |                |              |              |             |             |        |        |

### Oloron-Sainte-Marie
- Maire sortant : Bernard Uthurry (PS)
- 33 sièges à pourvoir au conseil municipal (population légale 2011 : 10 854 habitants)
- 21 sièges à pourvoir au conseil communautaire (CC du Haut Béarn)

| Tête de liste            | Tête de liste     | Liste          | Premier tour | Premier tour | Second tour | Second tour | Sièges | Sièges |
| Tête de liste            | Tête de liste     | Liste          | Voix         | %            | Voix        | %           | CM     | CC     |
| ------------------------ | ----------------- | -------------- | ------------ | ------------ | ----------- | ----------- | ------ | ------ |
|                          | Bernard Uthurry * | PS-PCF-EELV    | 2 534        | 43,81        | 3 066       | 49,93       | 8      | 5      |
|                          | Hervé Lucbereilh  | DVD            | 1 837        | 31,76        | 3 074       | 50,06       | 25     | 16     |
|                          | Daniel Lacrampe   | UMP-UDI        | 1 413        | 24,42        |             |             |        |        |
|                          |                   |                |              |              |             |             |        |        |
| Inscrits                 | Inscrits          | Inscrits       | 8 041        | 100,00       | 8 044       | 100,00      |        |        |
| Abstentions              | Abstentions       | Abstentions    | 2 065        | 25,68        | 1 697       | 21,10       |        |        |
| Votants                  | Votants           | Votants        | 5 976        | 74,32        | 6 347       | 78,90       |        |        |
| Blancs et nuls           | Blancs et nuls    | Blancs et nuls | 192          | 3,21         | 207         | 3,26        |        |        |
| Exprimés                 | Exprimés          | Exprimés       | 5 784        | 96,79        | 6 140       | 96,74       |        |        |
| * Liste du maire sortant |                   |                |              |              |             |             |        |        |

### Orthez
- Maire sortant : Bernard Molères (PS)
- 33 sièges à pourvoir au conseil municipal (population légale 2011 : 10 886 habitants)
- 17 sièges à pourvoir au conseil communautaire (CC de Lacq-Orthez)

| Tête de liste  | Tête de liste    | Liste          | Premier tour | Premier tour | Second tour | Second tour | Sièges | Sièges |
| Tête de liste  | Tête de liste    | Liste          | Voix         | %            | Voix        | %           | CM     | CC     |
| -------------- | ---------------- | -------------- | ------------ | ------------ | ----------- | ----------- | ------ | ------ |
|                | Emmanuel Hanon   | PS             | 1 909        | 36,95        | 2 176       | 40,81       | 7      | 3      |
|                | Yves Darrigrand  | DVG            | 1 634        | 31,62        | 2 257       | 42,33       | 24     | 13     |
|                | Bernard Cazenave | MoDem-UMP      | 1 288        | 24,93        | 898         | 16,84       | 2      | 1      |
|                | Éric Delteil     | POI            | 335          | 6,48         |             |             |        |        |
|                |                  |                |              |              |             |             |        |        |
| Inscrits       | Inscrits         | Inscrits       | 8 316        | 100,00       | 8 316       | 100,00      |        |        |
| Abstentions    | Abstentions      | Abstentions    | 2 839        | 34,14        | 2 732       | 32,85       |        |        |
| Votants        | Votants          | Votants        | 5 477        | 65,86        | 5 584       | 67,15       |        |        |
| Blancs et nuls | Blancs et nuls   | Blancs et nuls | 311          | 5,68         | 253         | 4,53        |        |        |
| Exprimés       | Exprimés         | Exprimés       | 5 166        | 94,32        | 5 331       | 95,47       |        |        |

### Pau
- Maire sortant : Martine Lignières-Cassou (PS)
- 49 sièges à pourvoir au conseil municipal (population légale 2011 : 79 798 habitants)
- 28 sièges à pourvoir au conseil communautaire (CA Pau Béarn Pyrénées)

| Tête de liste  | Tête de liste       | Liste          | Premier tour | Premier tour | Second tour | Second tour | Sièges | Sièges |
| Tête de liste  | Tête de liste       | Liste          | Voix         | %            | Voix        | %           | CM     | CC     |
| -------------- | ------------------- | -------------- | ------------ | ------------ | ----------- | ----------- | ------ | ------ |
|                | François Bayrou     | MoDem-UDI-UMP  | 12 749       | 41,85        | 18 388      | 62,95       | 40     | 23     |
|                | David Habib         | PS             | 7 850        | 25,76        | 10 821      | 37,04       | 9      | 5      |
|                | Yves Urieta         | SE             | 4 024        | 13,20        |             |             |        |        |
|                | Georges De Pachtere | FN             | 2 054        | 6,74         |             |             |        |        |
|                | Eurydice Bled       | EELV           | 1 629        | 5,34         |             |             |        |        |
|                | Olivier Dartigolles | FG             | 1 621        | 5,32         |             |             |        |        |
|                | Mehdi Jabrane       | SE             | 535          | 1,75         |             |             |        |        |
|                |                     |                |              |              |             |             |        |        |
| Inscrits       | Inscrits            | Inscrits       | 53 317       | 100,00       | 52 955      | 100,00      |        |        |
| Abstentions    | Abstentions         | Abstentions    | 22 029       | 41,32        | 21 706      | 40,99       |        |        |
| Votants        | Votants             | Votants        | 31 288       | 58,68        | 31 249      | 59,01       |        |        |
| Blancs et nuls | Blancs et nuls      | Blancs et nuls | 826          | 2,64         | 2 040       | 6,53        |        |        |
| Exprimés       | Exprimés            | Exprimés       | 30 462       | 97,36        | 29 209      | 93,47       |        |        |

### Pontacq
- Maire sortant : Didier Larrazabal
- 23 sièges à pourvoir au conseil municipal (population légale 2011 : 2 825 habitants)
- 6 sièges à pourvoir au conseil communautaire (CC du Nord-Est Béarn)

|                          | Didier Larrazabal * | DVD            | 1 210 | 78,72  | 21 | 6 |  |  |
|                          | Michelle Poque      | SE             | 327   | 21,27  | 2  |   |  |  |
|                          |                     |                |       |        |    |   |  |  |
| Inscrits                 | Inscrits            | Inscrits       | 2 053 | 100,00 |    |   |  |  |
| Abstentions              | Abstentions         | Abstentions    | 413   | 20,12  |    |   |  |  |
| Votants                  | Votants             | Votants        | 1 640 | 79,88  |    |   |  |  |
| Blancs et nuls           | Blancs et nuls      | Blancs et nuls | 103   | 6,28   |    |   |  |  |
| Exprimés                 | Exprimés            | Exprimés       | 1 537 | 93,72  |    |   |  |  |
| * Liste du maire sortant |                     |                |       |        |    |   |  |  |

### Saint-Jean-de-Luz
- Maire sortant : Pierre Duhart
- 33 sièges à pourvoir au conseil municipal (population légale 2011 : 12 960 habitants)
- 7 sièges à pourvoir au conseil communautaire (CA du Pays Basque)

|                | Peyuco Duhart  | UMP            | 3 695  | 54,87  | 26 | 6 |  |  |
|                | Pascal Lafitte | Abertzale      | 1 740  | 25,84  | 4  | 1 |  |  |
|                | Émile Amaro    | PS             | 1 298  | 19,27  | 3  |   |  |  |
|                |                |                |        |        |    |   |  |  |
| Inscrits       | Inscrits       | Inscrits       | 10 917 | 100,00 |    |   |  |  |
| Abstentions    | Abstentions    | Abstentions    | 3 930  | 36,00  |    |   |  |  |
| Votants        | Votants        | Votants        | 6 987  | 64,00  |    |   |  |  |
| Blancs et nuls | Blancs et nuls | Blancs et nuls | 254    | 3,64   |    |   |  |  |
| Exprimés       | Exprimés       | Exprimés       | 6 733  | 96,36  |    |   |  |  |

### Saint-Pée-sur-Nivelle
- Maire sortant : Christine Bessonart (MoDem)
- 29 sièges à pourvoir au conseil municipal (population légale 2011 : 5 865 habitants)
- 4 sièges à pourvoir au conseil communautaire (CA du Pays Basque)

| Tête de liste  | Tête de liste          | Liste          | Premier tour | Premier tour | Second tour | Second tour | Sièges | Sièges |
| Tête de liste  | Tête de liste          | Liste          | Voix         | %            | Voix        | %           | CM     | CC     |
| -------------- | ---------------------- | -------------- | ------------ | ------------ | ----------- | ----------- | ------ | ------ |
|                | Dominique Idiart       | DVG            | 1 389        | 43,69        | 1 455       | 42,71       | 6      | 1      |
|                | Pierre-Marie Nousbaum  | DVD            | 1 264        | 39,76        | 1 542       | 45,27       | 22     | 3      |
|                | Jean-François Bederede | Abertzale      | 526          | 16,54        | 409         | 12,00       | 1      |        |
|                |                        |                |              |              |             |             |        |        |
| Inscrits       | Inscrits               | Inscrits       | 4 501        | 100,00       | 4 501       | 100,00      |        |        |
| Abstentions    | Abstentions            | Abstentions    | 1 206        | 26,79        | 1 041       | 23,13       |        |        |
| Votants        | Votants                | Votants        | 3 295        | 73,21        | 3 460       | 76,87       |        |        |
| Blancs et nuls | Blancs et nuls         | Blancs et nuls | 116          | 3,52         | 54          | 1,56        |        |        |
| Exprimés       | Exprimés               | Exprimés       | 3 179        | 96,48        | 3 406       | 98,44       |        |        |

### Saint-Pierre-d'Irube
- Maire sortant : Alain Iriart
- 27 sièges à pourvoir au conseil municipal (population légale 2011 : 4 517 habitants)
- 7 sièges à pourvoir au conseil communautaire (CA du Pays Basque)

|                          | Alain Iriart * | SE             | 1 899 | 100,00 | 27 | 7 |  |  |
|                          |                |                |       |        |    |   |  |  |
| Inscrits                 | Inscrits       | Inscrits       | 3 773 | 100,00 |    |   |  |  |
| Abstentions              | Abstentions    | Abstentions    | 1 508 | 39,97  |    |   |  |  |
| Votants                  | Votants        | Votants        | 2 265 | 60,03  |    |   |  |  |
| Blancs et nuls           | Blancs et nuls | Blancs et nuls | 366   | 16,16  |    |   |  |  |
| Exprimés                 | Exprimés       | Exprimés       | 1 899 | 83,84  |    |   |  |  |
| * Liste du maire sortant |                |                |       |        |    |   |  |  |

### Salies-de-Béarn
- Maire sortant : Claude Serres-Cousiné (PS)
- 27 sièges à pourvoir au conseil municipal (population légale 2011 : 4 940 habitants)
- 14 sièges à pourvoir au conseil communautaire (CC du Béarn des Gaves)

|                          | Claude Serres-Cousiné * | DVG            | 1 535 | 55,49  | 21 | 11 |  |  |
|                          | Philippe Prévot         | SE             | 1 231 | 44,50  | 6  | 3  |  |  |
|                          |                         |                |       |        |    |    |  |  |
| Inscrits                 | Inscrits                | Inscrits       | 3 879 | 100,00 |    |    |  |  |
| Abstentions              | Abstentions             | Abstentions    | 1 007 | 25,96  |    |    |  |  |
| Votants                  | Votants                 | Votants        | 2 872 | 74,04  |    |    |  |  |
| Blancs et nuls           | Blancs et nuls          | Blancs et nuls | 106   | 3,69   |    |    |  |  |
| Exprimés                 | Exprimés                | Exprimés       | 2 766 | 96,31  |    |    |  |  |
| * Liste du maire sortant |                         |                |       |        |    |    |  |  |

### Sare
- Maire sortant : Jean-Baptiste Laborde
- 23 sièges à pourvoir au conseil municipal (population légale 2011 : 2 517 habitants)
- 3 sièges à pourvoir au conseil communautaire (CA du Pays Basque)

|                          | Jean Baptiste Laborde * | SE             | 1 133 | 75,63  | 21 | 3 |  |  |
|                          | Michel Guerendiain      | SE             | 365   | 24,36  | 2  |   |  |  |
|                          |                         |                |       |        |    |   |  |  |
| Inscrits                 | Inscrits                | Inscrits       | 1 967 | 100,00 |    |   |  |  |
| Abstentions              | Abstentions             | Abstentions    | 394   | 20,03  |    |   |  |  |
| Votants                  | Votants                 | Votants        | 1 573 | 79,97  |    |   |  |  |
| Blancs et nuls           | Blancs et nuls          | Blancs et nuls | 75    | 4,77   |    |   |  |  |
| Exprimés                 | Exprimés                | Exprimés       | 1 498 | 95,23  |    |   |  |  |
| * Liste du maire sortant |                         |                |       |        |    |   |  |  |

### Sauvagnon
- Maire sortant : Jean-Pierre Peys
- 23 sièges à pourvoir au conseil municipal (population légale 2011 : 3 051 habitants)
- 9 sièges à pourvoir au conseil communautaire (CC des Luys en Béarn)

|                          | Jean-Pierre Peys * | DVG            | 1 242 | 100,00 | 23 | 9 |  |  |
|                          |                    |                |       |        |    |   |  |  |
| Inscrits                 | Inscrits           | Inscrits       | 2 350 | 100,00 |    |   |  |  |
| Abstentions              | Abstentions        | Abstentions    | 817   | 34,77  |    |   |  |  |
| Votants                  | Votants            | Votants        | 1 533 | 65,23  |    |   |  |  |
| Blancs et nuls           | Blancs et nuls     | Blancs et nuls | 291   | 18,98  |    |   |  |  |
| Exprimés                 | Exprimés           | Exprimés       | 1 242 | 81,02  |    |   |  |  |
| * Liste du maire sortant |                    |                |       |        |    |   |  |  |

### Serres-Castet
- Maire sortant : Jean-Pierre Mimiague
- 27 sièges à pourvoir au conseil municipal (population légale 2011 : 3 678 habitants)
- 11 sièges à pourvoir au conseil communautaire (CC des Luys en Béarn)

|                | Jean-Yves Courreges | DVG            | 1 684 | 100,00 | 27 | 11 |  |  |
|                |                     |                |       |        |    |    |  |  |
| Inscrits       | Inscrits            | Inscrits       | 3 055 | 100,00 |    |    |  |  |
| Abstentions    | Abstentions         | Abstentions    | 1 161 | 38,00  |    |    |  |  |
| Votants        | Votants             | Votants        | 1 894 | 62,00  |    |    |  |  |
| Blancs et nuls | Blancs et nuls      | Blancs et nuls | 210   | 11,09  |    |    |  |  |
| Exprimés       | Exprimés            | Exprimés       | 1 684 | 88,91  |    |    |  |  |

### Urcuit
- Maire sortant : Barthélémy Bidégaray
- 19 sièges à pourvoir au conseil municipal (population légale 2011 : 2 225 habitants)
- 3 sièges à pourvoir au conseil communautaire (CA du Pays Basque)

|                          | Barthélémy Bidégaray * | DVD            | 778   | 60,17  | 16 | 3 |  |  |
|                          | Laurent Yanci          | SE             | 323   | 24,98  | 2  |   |  |  |
|                          | Jean-Bernard Samson    | SE             | 192   | 14,84  | 1  |   |  |  |
|                          |                        |                |       |        |    |   |  |  |
| Inscrits                 | Inscrits               | Inscrits       | 1 753 | 100,00 |    |   |  |  |
| Abstentions              | Abstentions            | Abstentions    | 405   | 23,10  |    |   |  |  |
| Votants                  | Votants                | Votants        | 1 348 | 76,90  |    |   |  |  |
| Blancs et nuls           | Blancs et nuls         | Blancs et nuls | 55    | 4,08   |    |   |  |  |
| Exprimés                 | Exprimés               | Exprimés       | 1 293 | 95,92  |    |   |  |  |
| * Liste du maire sortant |                        |                |       |        |    |   |  |  |

### Urrugne
- Maire sortant : Odile de Coral (DVD)
- 29 sièges à pourvoir au conseil municipal (population légale 2011 : 8 946 habitants)
- 5 sièges à pourvoir au conseil communautaire (CA du Pays Basque)

| Tête de liste            | Tête de liste     | Liste          | Premier tour | Premier tour | Second tour | Second tour | Sièges | Sièges |
| Tête de liste            | Tête de liste     | Liste          | Voix         | %            | Voix        | %           | CM     | CC     |
| ------------------------ | ----------------- | -------------- | ------------ | ------------ | ----------- | ----------- | ------ | ------ |
|                          | Odile De Coral *  | DVD            | 1 780        | 34,54        | 2 216       | 41,88       | 21     | 4      |
|                          | Daniel Poulou     | DVD            | 1 365        | 26,48        | 1 142       | 21,58       | 3      |        |
|                          | Philippe Aramendi | SE             | 1 321        | 25,63        | 1 933       | 36,53       | 5      | 1      |
|                          | Renaud Lassalle   | DVG            | 687          | 13,33        |             |             |        |        |
|                          |                   |                |              |              |             |             |        |        |
| Inscrits                 | Inscrits          | Inscrits       | 7 355        | 100,00       | 7 356       | 100,00      |        |        |
| Abstentions              | Abstentions       | Abstentions    | 2 023        | 27,51        | 1 878       | 25,53       |        |        |
| Votants                  | Votants           | Votants        | 5 332        | 72,49        | 5 478       | 74,47       |        |        |
| Blancs et nuls           | Blancs et nuls    | Blancs et nuls | 179          | 3,36         | 187         | 3,41        |        |        |
| Exprimés                 | Exprimés          | Exprimés       | 5 153        | 96,64        | 5 291       | 96,59       |        |        |
| * Liste du maire sortant |                   |                |              |              |             |             |        |        |

### Urt
- Maire sortant : Robert Lataillade
- 19 sièges à pourvoir au conseil municipal (population légale 2011 : 2 208 habitants)
- 3 sièges à pourvoir au conseil communautaire (CA du Pays Basque)

|                          | Robert Lataillade * | SE             | 859   | 100,00 | 19 | 3 |  |  |
|                          |                     |                |       |        |    |   |  |  |
| Inscrits                 | Inscrits            | Inscrits       | 1 663 | 100,00 |    |   |  |  |
| Abstentions              | Abstentions         | Abstentions    | 618   | 37,16  |    |   |  |  |
| Votants                  | Votants             | Votants        | 1 045 | 62,84  |    |   |  |  |
| Blancs et nuls           | Blancs et nuls      | Blancs et nuls | 186   | 17,80  |    |   |  |  |
| Exprimés                 | Exprimés            | Exprimés       | 859   | 82,20  |    |   |  |  |
| * Liste du maire sortant |                     |                |       |        |    |   |  |  |

### Ustaritz
- Maire sortant : Dominique Lesbats (DVD)
- 29 sièges à pourvoir au conseil municipal (population légale 2011 : 6 226 habitants)
- 6 sièges à pourvoir au conseil communautaire (CA du Pays Basque)

| Tête de liste            | Tête de liste          | Liste          | Premier tour | Premier tour | Second tour | Second tour | Sièges | Sièges |
| Tête de liste            | Tête de liste          | Liste          | Voix         | %            | Voix        | %           | CM     | CC     |
| ------------------------ | ---------------------- | -------------- | ------------ | ------------ | ----------- | ----------- | ------ | ------ |
|                          | Bruno Carrère          | SE             | 1 303        | 37,94        | 1 624       | 45,61       | 22     | 5      |
|                          | Jean-Claude Saint-Jean | SE             | 964          | 28,07        | 1 038       | 29,15       | 4      | 1      |
|                          | Dominique Lesbats *    | SE             | 743          | 21,63        | 603         | 16,93       | 2      |        |
|                          | Cécile Saint-martin    | PS-PCF-EELV    | 424          | 12,34        | 295         | 8,28        | 1      |        |
|                          |                        |                |              |              |             |             |        |        |
| Inscrits                 | Inscrits               | Inscrits       | 4 896        | 100,00       | 4 896       | 100,00      |        |        |
| Abstentions              | Abstentions            | Abstentions    | 1 359        | 27,76        | 1 256       | 25,65       |        |        |
| Votants                  | Votants                | Votants        | 3 537        | 72,24        | 3 640       | 74,35       |        |        |
| Blancs et nuls           | Blancs et nuls         | Blancs et nuls | 103          | 2,91         | 80          | 2,20        |        |        |
| Exprimés                 | Exprimés               | Exprimés       | 3 434        | 97,09        | 3 560       | 97,80       |        |        |
| * Liste du maire sortant |                        |                |              |              |             |             |        |        |

### Villefranque
- Maire sortant : Robert Dufourcq
- 19 sièges à pourvoir au conseil municipal (population légale 2011 : 2 266 habitants)
- 3 sièges à pourvoir au conseil communautaire (CA du Pays Basque)

|                          | Robert Dufourcq * | DVG            | 865   | 59,08  | 15 | 2 |  |  |
|                          | Sébastien Duprat  | SE             | 599   | 40,91  | 4  | 1 |  |  |
|                          |                   |                |       |        |    |   |  |  |
| Inscrits                 | Inscrits          | Inscrits       | 1 945 | 100,00 |    |   |  |  |
| Abstentions              | Abstentions       | Abstentions    | 434   | 22,31  |    |   |  |  |
| Votants                  | Votants           | Votants        | 1 511 | 77,69  |    |   |  |  |
| Blancs et nuls           | Blancs et nuls    | Blancs et nuls | 47    | 3,11   |    |   |  |  |
| Exprimés                 | Exprimés          | Exprimés       | 1 464 | 96,89  |    |   |  |  |
| * Liste du maire sortant |                   |                |       |        |    |   |  |  |